# Aeroportul Tawau
Aeroportul Tawau (în malaieză Lapangan Terbang Tawau) (IATA: TWU, ICAO: WBKW) este un aeroport din Sabah, Malaysia ce deservește zona Bahagian Tawau⁠(d). Aeroportul a fost tranzitat în 2021 de 415.615 pasageri. A fost deschis în 2001.
Situat la o altitudine de 3 m, aeroportul dispune de 1 pistă. Este operat de Malaysia Airports⁠(d).

## Infrastructură

### Piste
Aeroportul dispune de o singură pistă. Pista are orientarea 06/24. 